# ميليسا هايدن (راقصة باليه)
ميليسا هايدن (بالإنجليزية: Melissa Hayden)‏، (ولِدت يوم 25 أبريل من عام 1923 في تورونتو، أونتاريو، كندا - وتوفيت 9 أغسطس 2006 في وينستون-سالم، كارولاينا الشمالية، كارولينا الشمالية، الولايات المتحدة الأمريكية)، هي راقصة باليه كَندية في فرقة «New York City Ballet».

## النشأة
ولِدت ميليسا هايدن باسم ميلدريد هيرمان 25 أبريل 1923 في تورونتو، أونتاريو، كندا لأب وأم مُهاجران من أصول روسية يهودية وهما يعقوب هيرمان وكيت واينبرغ، وهي الابنة الثانية لهما وكانت تُلقب في طفولتها بِـميلي.

## الحياة المهنية
في وقت مُبكر من الأربعينيات انتقلت ميليسا إلى نيويورك لِتصبح راقصة باليه. وفي الفترة ما بين 1945-1947 أصبحت عضوة في مسرح الباليه الأمريكي وفي عام 1948 انضمت إلى فرقة «New York City Ballet» بعد وقت قليل مِن تأسيسها وظلت تَعمل في الفرقة كَراقصة باليه مُحترفة حتى تقاعدت في عام 1973.

## السينما والتلفزيون
ظهرت ميليسا هايدن في العديد من العروض التلفزيونية والأفلام السينمائية الموسيقية مع المُغنية كيت سميث وإد سوليفان.

## التقاعد
بعد ظهورها في أكثر من 60 عرضاً راقصاً للباليه قررت ميليسا هايدن أن تتقاعد كَراقصة في عام 1973 ومن ثُم أصبحت رئيسة قسم الباليه في كلية سكيدمور وأيضاً أصبحت تُدرس الباليه في مدرسة «School of Pacific Northwest Ballet» في سياتل وفي مدينة نيويورك أفتتحت مدرستها الخاصة وأصبحت تُدرس الباليه فيها مِن عام 1983 وأغلقتها قبل شهر واحد مِن وفاتها.

## مؤلفاتها
ألفت أيضاً العديد مِن الكتب:
- Melissa Hayden, Offstage and On (1963).
- Ballet Exercises for Figure, Grace & Beauty (1969).
- Dancer to Dancer: Advice for Today's Dancer (1981)
- The Nutcracker Ballet, ilustrado por Stephen Johnson (1992).

## الزواج والأطفال
تزوجت مِن المُحامي دونالد كولمان وأنجبت منه صبي وفتاة (ستيوارت كولمان وجينيفر كولمان).

## وفاتها
أُصيبت عام 2006 بِسرطان البنكرياس وتوفيت بسببه 9 أغسطس 2006 في وينستون-سالم، كارولاينا الشمالية، كارولينا الشمالية، الولايات المتحدة الأمريكية عن عمر 83 عاماً.

## روابط خارجية
- ميليسا هايدن على موقع الموسوعة البريطانية (الإنجليزية)
- ميليسا هايدن على موقع قاعدة بيانات برودواي على الإنترنت (الإنجليزية)